# Liste der Stolpersteine in Frankfurt-Ginnheim
Die Liste der Stolpersteine in Frankfurt am Main führt die vom Künstler Gunter Demnig verlegten Stolpersteine in Frankfurt am Main auf. Die Initiative Stolpersteine in Frankfurt am Main e. V. hat seit November 2003 die Verlegung von ca. 2000 Stolpersteinen, mindestens fünf Kopfsteinen und mindestens vier Stolperschwellen veranlasst. Die Initiative wird von der Stadt Frankfurt sowie von zahlreichen Institutionen, darunter das Jüdische Museum und das Institut für Stadtgeschichte unterstützt.
Die Steine erinnern an Menschen, die während der Zeit des Nationalsozialismus verfolgt, verhaftet, gequält, entrechtet, zur Flucht oder zum Suizid getrieben oder ermordet wurden. An ihrem letzten frei gewählten Wohnort in Frankfurt erinnern die Steine an alle Opfer des Nationalsozialismus: an Juden, Sinti und Roma, politisch Verfolgte, Zeugen Jehovas, Homosexuelle und Zwangsarbeiter, an als „asozial“ gebrandmarkte Menschen und an die Opfer der sogenannten „Euthanasie“-Morde an Kranken und Behinderten.
Im Oktober 2018 verlegte Gunter Demnig in Frankfurt den europaweit siebzigtausendsten Stein.
Die Stadtteile sind nach der Liste der Stadtteile von Frankfurt am Main angelegt. In den nicht gelisteten Stadtteilen liegen bislang keine Stolpersteine.
Über die hinter den Namen der Opfer liegenden Links lässt sich die zugehörige Biographie auf der Homepage der Stadt Frankfurt aufrufen.

## Liste
| Adresse                     | Name                     | Verfolgungsschicksal | Verlegedatum  | Bild                                                         | Anmerkung               |
| --------------------------- | ------------------------ | --- | ------------- | ------------------------------------------------------------ | ----------------------- |
| Höhenblick 22 ·             | Guido Schönberger        | Dr. Guido Schönberger geb. 1891 "Schutzhaft" 1938 KZ Buchenwald Flucht 1939 USA                                                                                           | 19. Apr. 2024 |                                                              | siehe auch Wiki Eintrag |
| Höhenblick 22 ·             | Martha Schönberger       | Dr. Martha Schönberger geb. Kaufmann geb. 1893 Flucht 1939 USA | 19. Apr. 2024 |                                                              |                         |
| Höhenblick 22 ·             | Lisa Schönberger         | Lisa Schönberger geb. 1928 Flucht 1939 USA | 19. Apr. 2024 |                                                              |                         |
| Höhenblick 22 ·             | Eva Schönberger          | Eva Schönberger geb. 1924 Flucht 1939 USA | 19. Apr. 2024 |                                                              |                         |
| Höhenblick 22 ·             | Pauline Schönberger      | Pauline Schönberger geb. Mayer geb. 1860 gedemütigt / entrechtet tot 20. April 1940                                                                                       | 19. Apr. 2024 |                                                              |                         |
| Raimundstraße 68 ·          | Karoline Johanna Schmidt | Karoline Johanna Schmidt geb. 21.4.1886 6.2.1925-26.2.1941 Eichberg 26.2.1941 Hadamar tot 26.2.1941                                                                       | 12. Juni 2022 |                                                              |                         |
| Fuchshohl 27 ·              | Hans Maier               | Hans Maier geb. 23.4.1888 tot 18.12.1937 Suizid | 17. Mai 2015  | Stolperstein Fuchshohl 27 Hans Maier                         |                         |
| Prächterstraße 21 ·         | Bertha Schmitt           | Bertha Schmitt geb. Hayum geb. 3.4.1886 Deportation 1942 KZ Ravensbrück KZ Auschwitz ermordet 14.10.1942                                                                  | 23. Okt. 2018 | Stolperstein Praechterstr. 21 Bertha Schmitt                 |                         |
| Prächterstraße 21 ·         | Werner Schmitt           | Werner Schmitt geb. 1915 Flucht 1936 Italien / USA | 23. Okt. 2018 | Stolperstein Praechterstr. 21 Werner Schmitt                 |                         |
| Prächterstraße 21 ·         | Elfriede Schmitt         | Elfriede Schmitt geb. 1915 deportiert 14.2.1945 KZ Theresienstadt befreit                                                                                                 | 23. Okt. 2018 | Stolperstein Praechterstr. 21 Elfriede Schmitt               |                         |
| Prächterstraße 21 ·         | Johann Schmitt           | Johann Schmitt geb. 9.2.1885 von OT befreit | 23. Okt. 2018 | Stolperstein Praechterstr. 21 Johann Schmitt                 |                         |
| Fuchshohl 67 ·              | Ernst Kantorowicz        | Dr. Ernst Kantorowicz geb. 16.9.1892 Flucht 1939 Amsterdam deportiert 20.6.1943 Westerbork, Bergen-Belsen Jan. 1944 Theresienstadt und Okt. Auschwitz ermordet 18.10.1944 | 14. Okt. 2004 | Stolperstein für Dr. Ernst Kantorowicz                       | Siehe auch Wiki Artikel |
| Fuchshohl 67 ·              | Marion Ellen Kantorowicz | Marion Ellen Levita 19.4 1928 Flucht 1939 Amsterdam deportiert 20.6.1943 Westerbork und Bergen-Belsen ermordet 10.4.1945                                                  | 14. Okt. 2004 | Stolperstein für Marion Ellen Levita                         |                         |
| Fuchshohl 67 ·              | Margarete Kantorowicz    | Margarete Kantorowicz, geb. Prins geb. 13.9.1903 Flucht 1939 Amsterdam deportiert 20.6.1943 Westerbork und Bergen-Belsen ermordet 10.4.1945                               | 14. Okt. 2004 | Stolperstein für Margarete Kantorowicz geb Prins             |                         |
| Ginnheimer Landstraße 198 · | Adam Kaltwasser          | Adam Kaltwasser geb. 22.2.1891 deportiert 1939 Mauthausen ermordet 19.4.1940                                                                                              | 21. Juni 2014 | Stolperstein Ginnheimer Landstraße 198 Kaltwasser Adam       |                         |
| Ginnheimer Landstraße 198 · | Wilhelmine Kaltwasser    | Wilhelmine Kaltwasser geb. 9.6.1890 1937 Haft überlebt | 21. Juni 2014 | Stolperstein Ginnheimer Landstraße 198 Kaltwasser Wilhelmine |                         |